# عروس‌نشان

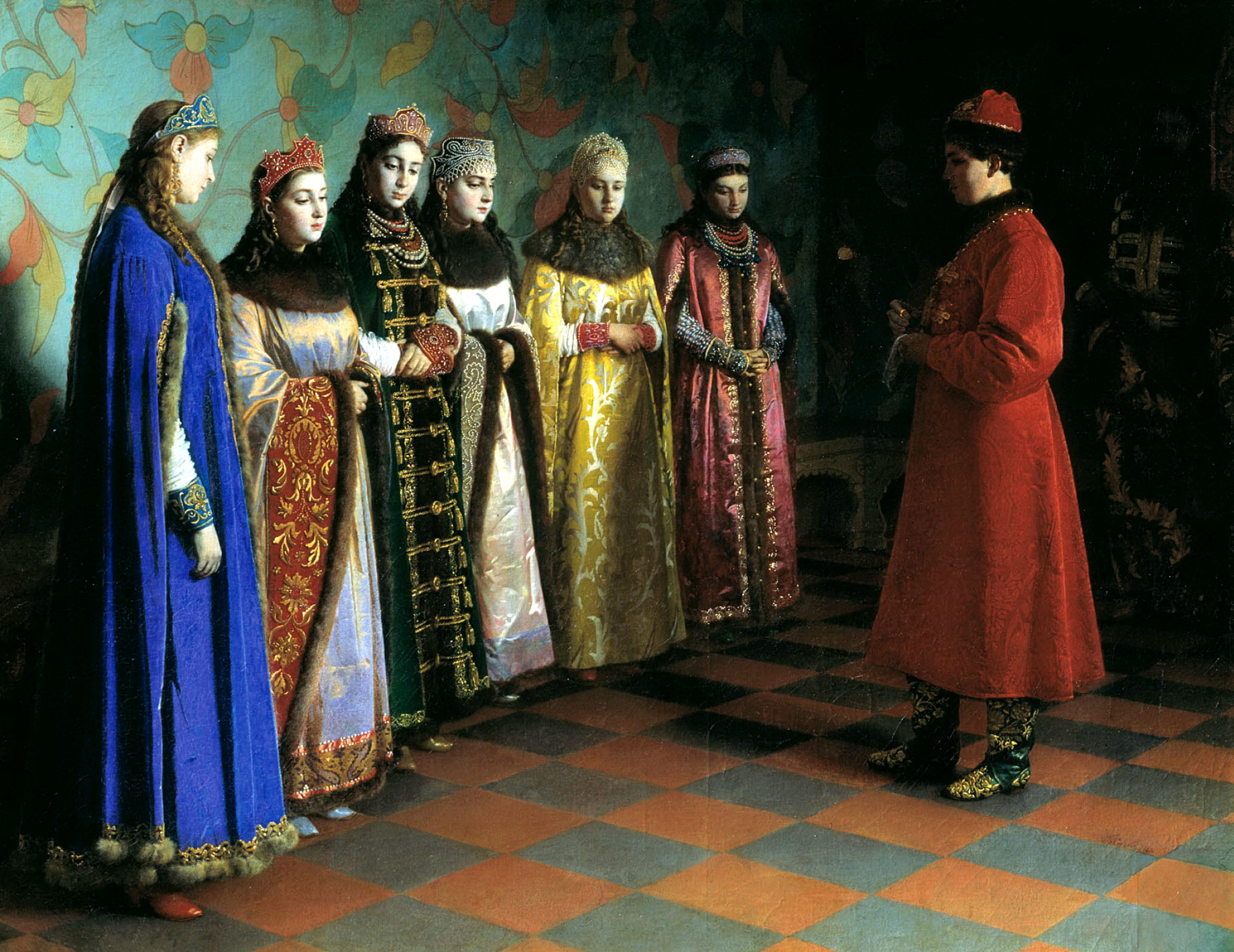
نگاره «تزار الکسی روسیه عروسش را انتخاب می‌کند» اثر گریگوری سدوف در ۱۸۸۲م

عروس‌نشان یا انتخاب عروس به رسم گردآوردن و برگزیدن زن یا زنان منتخب توسط فرمانروا یا بزرگان یک کشور گفته می‌شود. عروس‌نشان در کشورهایی که تعدد زوجات در آنها وجود دارد، «انتخاب حرم‌سرا» نیز نامیده می‌شود. عروس‌نشان یک رسم شرقی است که در فرهنگ جهان غرب نیز رواج یافت و امروزه بیشتر با دو حکومت امپراتوری بیزانس و روسیه تزاری شناخته می‌شوند.

## معرفی
واژه عروس‌نشان به معنای «نمایش عروس»، به انتخاب زنان متعددی اطلاق می‌شود که دارای شرایط خاصی برای نامزدی مقام همسری مردان سلطنتی در کشورهایی با نظام سلطنتی هستند. در این رسم بهترین نامزدها را به عنوان همسر پادشاه یا سایر مردان اشراف انتخاب می‌کنند. در زبان انگلیسی به این رسم «bride-show» (نمایش عروس) می‌گویند. همچنین به عروس‌نشان توسط پادشاهان در کشورهایی که تعدد زوجات در آنها وجود دارد، «انتخاب حرم‌سرا» نیز می‌گویند. زنان نامزد شده در یک عروس‌نشان باید دارای شرایط خاصی مانند زیبایی، جوانی، نژادگی، فضیلت و حتی در بسیاری موارد، باکرگی باشند.
عروس‌نشان یک رسم شرقی (آسیایی) بوده است. نخستین روایتی که از این عمل بر جای مانده، روایت کتاب استر دین یهود است که پیشینه آن به عهد باستان بازمی‌گردد. در برخی از دوران‌ها، فرمانروایان پیش از انتخاب عروس، ازدواج عمومی و خصوصی را برای جلوگیری از عروس شدن برخی دختران در کل کشور ممنوع می‌کردند. به مرور این رسم در فرهنگ جهان غرب نیز رواج یافت و عموماً دو حکومت امپراتوری بیزانس و روسیه تزاری با آن شناخته می‌شوند.
در برخی از خانواده‌های سلطنتی کنونی، هنوز ازدواج‌های ترتیب داده شده صورت می‌گیرد که در آن پادشاه یا خانواده سلطنتی و غیره، این حق را دارند که به جای اینکه اعضای مرد خانواده سلطنتی آزادانه و بر اساس علاقه با یک زن ازدواج کنند، به‌طور یک‌جانبه در مورد انتخاب عروس سلطنتی تصمیم بگیرند. بنابراین هنوز هم رسم عروس‌نشان وجود دارد، اما امروزه زنان در آن معمولاً داوطلبانه انتخاب می‌شوند. اگرچه در برخی از خانواده‌های سلطنتی اعضا اجازه دارند آزادانه عاشق شوند، اما هنوز شرایط خاصی برای انتخاب عروس در آنها وجود دارد. حتی اگر هر دو طرف به هم علاقه‌مند باشند و قصد ازدواج داشته باشند، صلاحیت عروس همچنان باید به تصویب برسد.

## توصیف
بیشترین توصیفات مراسم عروس‌نشان از زمان دو حکومت امپراتوری بیزانس و روسیه تزاری وجود دارد. اطلاعات کمی در مورد آیین‌های بیزانسی حفظ شده است؛ با این حال، تواریخ جزئیاتی در مورد آنها ارائه می‌دهند. انتخاب اولیه از میان صدها دختر آورده شده در دو مرحله انجام می‌شد: اول، بازرسان دختران را می‌دیدند و آنهایی که شرایط لازم را داشتند انتخاب می‌کردند. ملکه آینده می‌بایست قد بلند، زیبا و سالم باشد تا فرزندان زیادی از او متولد شود. ضمانت امکان باروری مهم‌ترین نکته در مورد جانشینی تاج و تخت بود. در نهایت چند ده دختر باقی‌مانده شخصاً به فرمانروا ارائه می‌شدند.
فرستادگان در سراسر کشور به دنبال «زیبایی» بودند. در بیزانس برای این منظور سفیران با دستوراتی به تمام مناطق فرستاده می‌شدند. آنها باید «جذابیت چهره» را ارزیابی می‌کردند و دست کم سه پارامتر انتخاب داشتند: اندازه‌گیری قد، اندازه سر و طول پا. نخستین عروس‌نشان در بیزانس در سال ۷۸۸ میلادی مشاهده شد؛ زمانی که امپراتریس ایرنه به دنبال همسری برای پسرش، امپراتور اسمی کنستانتین ششم بود. از ۱۳ نامزد برگزیده شده، ایرنه ماریا آمنیوس، یک دختر جوان ارمنی اهل پافلاگونیا را به عنوان عروس پسرش انتخاب کرد. از سایر دختران، دو نفر توسط اشراف به همسری گرفته شدند و بقیه با هدایای گران به خانه فرستاده شدند. یکی از توصیفات معروف در مورد انتخاب عروس توسط امپراتور بیزانس تئوفیلوس چنین است:
«هنگامی که تئوفیلوس تصمیم به انتخاب همسر گرفت، یک عروس‌نشان در پایتخت برگزار کرد که زیباترین دختران از همه استان‌ها برای آن در قسطنطنیه گرد هم آمدند. راهبه و شاعر آینده کاسیا نیز یکی از آنها بود. امپراتور تصمیم گرفت با یک سیب طلایی بین ردیف دختران راه برود و آن را به کسی که مایل بود با او ازدواج کند تقدیم کند. نخست قرار بود آن را به کاسیا بدهد که بیشتر از دیگران دوستش داشت؛ اما کاسیا به نقل از جورج آمارتول، قلبش را با سخنی زخمی کرد و سیب طلایی به سمت تئودورا پافلاگونی رفت...»
در روسیه، اطلاعات بیشتری درباره مراسم عروس‌نشان وجود دارد. در آنجا جستجو و سختگیری در گردآوردن دختران بسیار بیشتر شد و نامزدی دختران هم اجباری بود:
«هنگامی که این نامه به شما رسد، چنانچه هرکدام یک از شما دخترانی باکره دارید، باید فوراً با آنها برای بازرسی به شهر نزد فرمانداران ما بروید و به هیچ‌وجه هم دختران را پنهان نمی‌کنید. هر کس از شما دختری را پنهان کند و نزد فرمانداران نبرد، به فرمان من در شرمساری و مجازات اعدام خواهد بود.»— بخشی فرمان ایوان چهارم
شاید عظیم‌ترین شکل این مراسم در زمان ایوان مخوف اجرا شده باشد که شخصاً به این طریق سه همسر پیدا کرد. در عروس‌نشانی که موجب سومین ازدواج او شد ۲ هزار دختر نامزد شده بودند. معرفی نامزدهای مراسم به پادشاه ممکن بود زمان زیادی ببرد. آنها موقتاً با خواهران یا دختران پادشاه در قصر مستقر می‌شدند. داستان انتخاب ناتالیا ناریشکینا مادر پتر کبیر توسط الکسی یکم، به خوبی شناخته شده است. از ۲۸ نوامبر ۱۶۶۹ تا ۱۷ آوریل ۱۶۷۰، الکسی شبانه نوزده بار در اطراف اتاق‌های خواب زنانه قدم زد تا از میان ۶۰ زیباروی خفته، دختری را که از نظر او زیباتر و جذاب‌تر بود، انتخاب کند. نامزدها اغلب از خانه‌های فقیرانه و ساده می‌آمدند. پدر ماریا میلوسلاوسکایا همسر اول الکسی یکم، یک کراوچی (پیشخدمت) بود که برای ایوان گراموتین کارمند سفارت روسیه خدمت می‌کرد. در مورد اودوکیا استرشنووا همسر میخائیل یکم، ندیمه‌های او می‌گفتند: «او یک ملکه نجیب نیست. اگر با ژلتیکی (چکمه‌های ساده زنان رعیت) راه می‌رفت او را نمی‌شناختیم!» و در مورد ناتالیا، شاکلویتی منشی دولت که پیشنهاد نابودی او را به سوفیا آلکسیونا داد گفته بود: «ای ملکه، نمی‌دانی خانواده او چگونه است و او در اسمولنسک چگونه کفش‌هایی به پا می‌کرد!».
نمی‌توان انتخاب‌های انجام شده در چنین «مسابقه زیبایی» را با بی‌طرفی مطلق در نظر گرفت. همه نامزدها از بهترین دختران کشور بودند. از این‌رو در همان دور مقدماتی، آنهایی که فقط به دلایل سیاسی یا منافع شخصی بزرگان نامطلوب بودند، حذف می‌شدند. دخترانی که برگزیده می‌شدند ممکن بود سرنوشت بدتری داشته باشند. در مواردی، برخی از عروس‌ها که حضورشان برای سایر اعضای خانواده سلطنتی (ازجمله ملکه مادر) یا اشراف خوشایند نبود، حتی به قتل می‌رسیدند.
در صورت موفقیت، مقام تزارینا به خانواده او امتیازات عظیمی می‌بخشید و شرایط را برای ترقی سریع آنان در دولت محیا می‌کرد. اما تاوان شکست نیز سنگین بود؛ حتی در اغلب موارد شرکت در مراسم عروس‌نشان یک بلیط یک‌طرفه برای دختران محسوب می‌شد. برگزیدگان با دسیسه‌های گوناگون به‌طور ناگهانی و مشکوک می‌مردند. کل خانواده فرد نیز می‌توانست تحت سرکوب قرار گیرد. بسیاری از والدین با آگاهی از سرنوشت شوم عروس‌های تزار، در تلاش برای محافظت از خانواده خود دختران‌شان را مخفی می‌کردند و به مراسم نمی‌بردند. با این وجود، برای دخترانی با تبار پست یا اعضای خاندان‌هایی که نفوذ خود را در کشور از دست داده بودند، این نمایش فرصتی استثنایی برای زندگی بهتر بود.
برخی از پژوهشگران مانند لنهارت رایدن، فیلسوف و پژوهشگر سوئدی، وجود چنین مراسمی را در امپراتوری بیزانس زیر سؤال برده‌اند. به عقیده آنها چنین رسمی در بیزانس وجود نداشته است و برخی از روایت‌ها در این مورد، در حقیقت اختراع تاریخ‌نگاران سده نهم میلادی است که عاشق چنین داستان زیبایی شده بودند. از آن زمان، چندین مورخ به‌طور خلاصه استدلال‌های رایدن را به جهت ناکافی دانستن رد کردند. با این همه، دیگر پژوهشگران اغلب پس از در نظر گرفتن کمبود شواهد، ایرادات و نتیجه‌گیری‌های رایدن را پذیرفته‌اند.

## تاریخچه

### در آسیا

#### چین
در چین باستان، امپراتورها عموماً مقاماتی را می‌فرستادند تا دختران باکره و از خانواده‌های نجیب را برای ورود به حرمسرا انتخاب کنند و سپس امپراتور از میان آنها صیغه‌های خود را انتخاب می‌کرد. نخستین فعالیت ثبت شده انتخاب عروس (به چینی: 后妃選納) در تاریخ چین از سلسله هان شرقی که در حومه پایتخت وقت لوئویانگ انجام شد، آغاز و از حداقل دودمان سونگ (۹۶۰–۱۲۷۹) به بعد انجام می‌شد. در یک نمونه، امپراتور وو جین شروع به یک عروس‌نشان گسترده در دوره تایشی کرد. ابتدا ازدواج در میان مردم ممنوع شد و سپس خواجه‌ها را می‌فرستادند که «ناظران را در کالسکه‌ها سوار کرده، در استان‌ها و شهرستان‌ها بگردانند تا دختران برگزیده را احضار و سپس انتخاب کنند». در طول دودمان چینگ (۱۶۴۴–۱۹۱۲)، دختران نجیب‌زاده پیش از ازدواج برای بازرسی به کاخ امپراتوری احضار می‌شدند تا امپراتور همسران ثانویه یا صیغه‌ای خود را انتخاب کند. از دهه ۱۹۵۰، دولت جمهوری خلق چین یک نظام ازدواج تک‌همسری را در سرزمین چین اجبار کرده است.

#### کره
در کره، برای نمونه در اوایل سلسله چوسان (۱۳۹۲–۱۸۹۷)، صیغه‌های ولیعهد لیانگ دی و همچنین پادشاه وقت، همگی از دوشیزگان خانواده‌های ممتاز انتخاب می‌شدند. بعدها دامنه انتخاب عروس به دختران قانونی یانگبان‌ها محدود شد. پیش از انتخاب عروس، دستور ممنوعیت ازدواج صادر می‌شد و سپس مأموران به هشت سو فرستاده می‌شدند تا باکره‌های منتخب را که به سن تعیین شده رسیده بودند انتخاب کنند.

#### ژاپن
در ژاپن از دوران باستان تا پیش از جنگ جهانی دوم، عروس‌ها همگی از میان خانواده سلطنتی یا اشراف انتخاب می‌شدند؛ از این‌رو امکان انتخاب نامزدهای زیادی وجود نداشته است. نامزدها در دوره هی‌آن همه توسط اشراف معرفی و توصیه می‌شدند و پس از هر جشنواره دایجو و شینجو، دختران نجیب‌زاده در مقابل امپراتور می‌رقصیدند و مهارت‌های خود در رقص، موسیقی، گفتار، ظاهر و غیره را به نمایش می‌‌گذاشتند و سپس از میان آنها عروس‌ها انتخاب می‌شدند. مقام عروس‌ها بر اساس مقام رسمی پدرشان تعیین می‌شد. در ژاپن مدرن نیز نمونه‌ای از سیستم عروس‌نشان در دودمان حاکم وجود دارد. زنان نامزد توسط آژانس خاندان امپراتوری بررسی و حذف می‌شوند. نامزدها باید کاملاً ژاپنی و دارای سطح معینی از هوش و موفقیت باشند. با این حال، ولیعهد همچنین می‌تواند زنی که دوست دارد را به عنوان نامزد پیشنهاد کند؛ اما پس از آن هنوز زن برای موفقیت در ازدواج با خانواده سلطنتی باید از موانع بسیاری عبور کند. به عنوان مثال، پیش از اینکه امپراتور فعلی ناروهیتو با ماساکو ازدواج کند، یک بار دو زن را که دوست داشت به عنوان کاندیدای ولیعهد پیشنهاد کرد، اما هر دو پس از بررسی توسط آژانس خاندان امپراتوری حذف شدند.

#### ایران

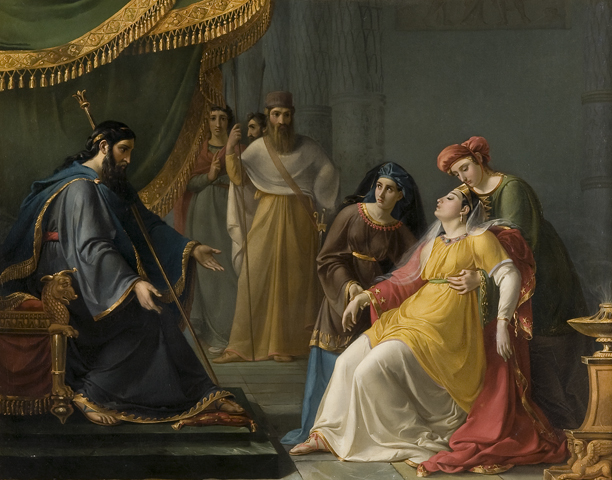
نگاره «اخشورش استر را برمی‌گزیند» اثر فرانسوا کورنیل هازلیر در ۱۸۲۷م

مطابق روایت کتاب استر در عهد عتیق، اخشورش، که تصور می‌شود خشایارشا یکم شاهنشاه هخامنشی باشد، پس از عزل همسر نخست خود شهبانو وشتی، در نظر داشت همسر جدیدی را انتخاب کند. از این‌رو فرستادگانی به ۱۲۷ استان در سراسر کشورش فرستاد تا زیباترین دوشیزگان را برای آمدن به شهر شوش پایتخت دولت انتخاب کنند. تمام دختران را پس از چند رسیدگی زیبایی، برای ملاقات با پادشاه به کاخ آوردند که در نتیجه آن، استر، دختر زیبای یهودی، توسط اخشورش به عنوان شهبانوی جدید انتخاب شد.

#### روسیه

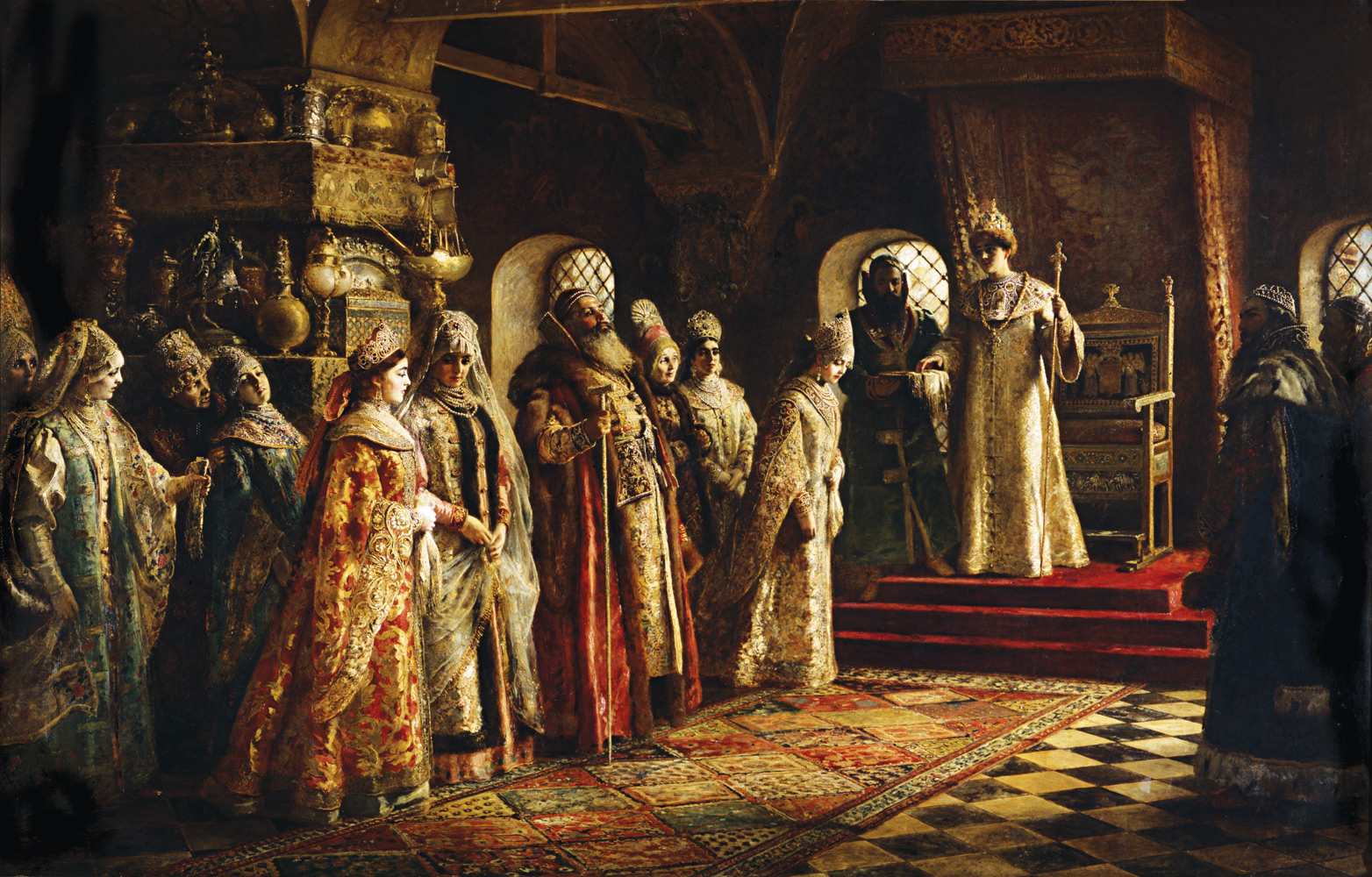
نگاره «انتخاب عروس توسط تزار الکسی میخائیلوویچ» اثر کنستانتین ماکوفسکی در ۱۸۸۶م

مطابق باور رایج، رسم عروس‌نشان (به روسی: смотр невест) از سنت‌های بیزانسی در زمان دوک‌نشین بزرگ مسکو وارد این سرزمین شد. این روش به‌طور منظم در قرن‌های ۱۶ و ۱۷، ازجمله در انتخاب ۳ همسر ایوان چهارم مورد استفاده قرار گرفت. در روسیه تمام دختران مجرد باید در مراسم شرکت می‌کردند. امتناع از حضور بی‌احترامی به تزار تلقی می‌شد و هم دختر و هم والدینش مجازات می‌شدند. در روسیه نه نژادگی، بلکه زیبایی و سلامتی ملاک اصلی بود. اولین باری که این روش به‌طور رسمی ثبت شد در سال ۱۵۰۵ بود؛ زمانی که همسر واسیلی سوم از این طریق انتخاب شد. این روش توسط مادر بیزانسی واسیلی، سوفیا پالایولوگینا معرفی شده بود. آخرین مراسم عروس‌نشان برای یک تزار روسیه، در انتخاب همسر برای ایوان پنجم در سال ۱۶۸۴ بود. پس از آن به دنبال اصلاحات غربی برادر ایوان یعنی پتر کبیر، این رسم در روسیه کنار گذاشته شد.

### در اروپا

#### بیزانس

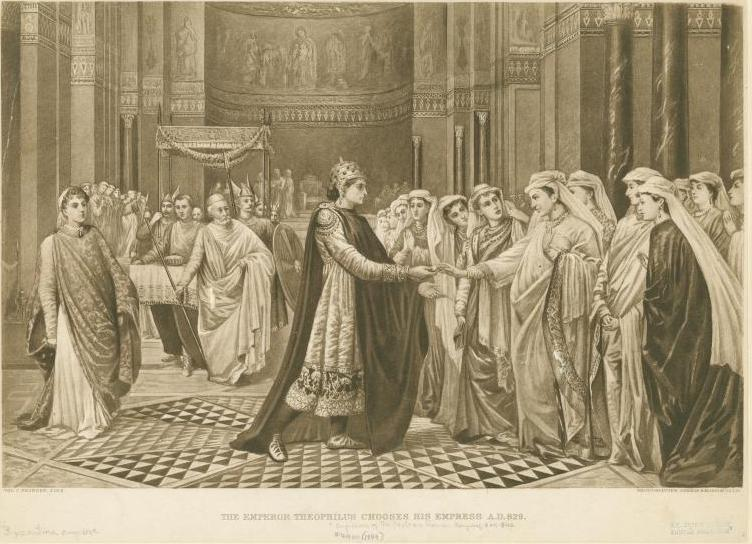
نگاره‌ای از عروس‌نشان امپراتور تئوفیلوس اثر ولنتاین کامرون پرینسپ در ۱۸۸۹م

در اروپا، امپراتوری بیزانس نخستین حکومتی بود که در آن زنان غیر سلطنتی یا غیراشرافی به عنوان ملکه پذیرفته می‌شدند. مراسم عروس‌نشان در بیزانس (به یونانی: δείχνουν οι νύφες) شناخته شده است و حداقل از سده هشتم میلادی به بعد مورد استفاده قرار گرفته است. در عروس‌نشان‌های بیزانسی، ملکه مادر در انتخاب همسر برای پسرش تسلط داشت. احتمال دارد ایرنه به این روش برای لئوی چهارم انتخاب شده باشد. اولین نمایش عروس ثبت شده در بیزانس در سال ۷۸۸ بود که در آن ماریا آمنیوس به عنوان همسر امپراتور کنستانتین ششم انتخاب شد. این روش به‌طور منظم در قرون هشتم و نهم استفاده گشت. یکی از عروس‌نشان‌های مشهور، موردی بود که تئودورا توسط تئوفیلوس انتخاب شد و کاسیا شاعر زن سرشناس رد شد. با این همه، مشخص نیست که هیچ یک از امپراتریس‌های سده دهم به بعد به این روش انتخاب شده باشند و این مراسم مطمئناً از سده سیزدهم مرده بود.

### در آفریقا
شکل‌هایی از عروس‌نشان در آفریقا هم وجود دارد. برای نمونه طبق سنت پادشاهی آفریقایی اسواتینی، پادشاه چندین عروس را اختیار می‌کند. پادشاه ابتدا با دو ملکه که توسط اعضای پارلمان انتخاب می‌شوند ازدواج می‌کند. ملکه‌ها در مناسبت‌های تشریفاتی و ایالتی وظایف خاصی دارند، اما شاهزادگانی که به دنیا می‌آورند نمی‌توانند تاج و تخت را به ارث ببرند. پس از انتخاب ملکه، پادشاه به‌طور سنتی از تمام طوایف در سراسر کشور صیغه‌هایی انتخاب می‌کند تا روابط بین خانواده سلطنتی اسواتینی و قبایل را تحکیم بخشد. از آنجایی که بسیاری از دوشیزگان از سراسر کشور در جشنواره سنتی و سالانه نی‌نی شرکت می‌کنند، پادشاه اغلب در این زمان زنان خود را انتخاب می‌کند.

## نمونه‌ها

### بیزانس
- ماریا آمینوس همسر کنستانتین ششم (۷۸۸)
- فئوفانو همسر استوراکیوس (۸۰۷)
- تئودورا همسر تئوفیلوس (۸۲۱ یا ۸۳۰)
- اودوکیا دکاپولیتیسا همسر لئوی سوم (۵۵۴ یا ۵۵۵)
- همسران لئوی ششم:
  - فئوفانو (۸۸۹)
  - اودوکیا وایانا (۹۰۰)

### روسیه
- سولومونیا ساباروونا همسر واسیلی سوم (۱۵۰۵)
- همسران ایوان چهارم:
  - آناستازیا رومانوفا (۱۵۴۷)
  - مارفا سوباکینا (۱۵۷۱)
  - آنا کولتوفسکایا (۱۵۷۱)
- همسران میخائیل یکم:
  - در سال ۱۶۱۶، سال‌ها پیش از ازدواج نخست تزار میخائیل، او یک عروس‌نشان برپا کرد. یک دختر برگزیده شد اما ازدواج موفقی صورت نگرفت.
  - اودکیا استرشنووا (۱۶۲۶)
- همسران الکسی یکم:
  - در سال ۱۶۴۷، تزار الکسی یک عروس‌نشان مشهور برپا کرد که ۲۰۰ دختر در آن حاضر گشتند و در نهایت ۶ نفر نامزد شدند؛ یک دختر برگزیده شد اما در نهایت ازدواجی موفقی صورت نگرفت. همسر نخست او ماریا میلوسلاوسکایا بدون عروس‌نشان انتخاب شد.
  - ناتالیا ناریشکینا (۱۶۷۰)
- آگافیا گروشتسکایا همسر فیودور سوم (۱۶۸۰)
- پراسکویا سالتیکوا همسر ایوان پنجم (۱۶۸۴)